# Чисто английское убийство (телесериал)
«Чи́сто англи́йское уби́йство» (англ. The Bill) — детективный английский телесериал, выходивший на телеканале ITV с 16 октября 1984 года по 31 августа 2010 года. Шоу рассказывает о жизни и работе сотрудников полиции. На момент окончания он был самым продолжительным телесериалом о работе полиции и одним из самых затяжных из всех сериалов Великобритании.
Сериал получил множество наград, включая «BAFTA» и премию Гильдии сценаристов Великобритании, а также народное признание.

## История создания
Концепция «Чисто английского убийства» была изначально задумана в 1983 году Джоффом Маккуином, который тогда был ещё относительно молодым телесценаристом. Маккуин изначально назвал проект «Старое английское убийство» (англ. Old Bill). Идею подхватил Майкл Чапмэн с телеканала ITV, и премьера пилотной серии под названием «Вудентоп» (англ. Woodentop) вышла в эфир 16 августа 1983 года. В шоу снялись Марк Уинджетт, Джим Карвер и Труди Гудвин, которые сыграли полицейских из вымышленного полицейского участка Сан-Хилл.
Хотя изначально шоу задумывалось лишь как ТВ-фильм, «Вудентоп» так впечатлил телеканал, что был заказан полный первый сезон телесериала, который был переименован в «Чисто английского убийство». Серии выходили в эфир раз в неделю с 16 октября 1984 года, а в первых трёх сезонах в каждом эпизоде рассказывалась отдельная, не связанная с другими эпизодами, история.
В 1988 году длина эпизода уменьшилась с 42-х до 22-х минут, а в неделю стало выходить по две серии, вместо одной. В 1993 году это число увеличилось до трёх. В 1998 году «Чисто английского убийство» стало транслироваться часовыми эпизодами, которые позже стали выходить дважды в неделю, при этом концепция шоу стала более сериальной. Когда Пол Маркес занял пост исполнительного продюсера в 2002 году для увеличения рейтингов, сериал был переработан и стал больше похож на мыльную оперу. Многие персонажи-ветераны шоу были вырезаны из сценария с помощью пожара в полицейском участке Сан-Хилл 2002 года. Маркес заявил, что чистка была необходима, чтобы ввести «правдоподобных, ярких новых героев». В рамках нового сериального формата, многие подробности личной жизни героев были подробно освещены в шоу, однако, как выразился Маркес, зрители по-прежнему «не уходили домой с ними». Эти изменения в концепции сериала также позволили «Чисто английскому убийству» стать шоу, более правдоподобно отражающим современные полицейские реалии, например, были введены офицеры из числа этнических меньшинств и появились гомосексуальные полицейские.
В 2005 году Джонатан Янг занял пост исполнительного продюсера. Сериальный формат ушёл в прошлое, а «Чисто английское убийство» снова стало состоять из серий с сюжетами, не связанными друг с другом. Шоу стало фокусироваться больше на расследованиях, а не на личной жизни героев. С 2007 года серии стали снова носить названия, которые были убраны в 2002 году. В 2009 году «Чисто английского убийство» переехало обратно на 21:00, а главная тема сериала «Overkill» была заменена в рамках перестроения шоу.

## Закрытие сериала
26 марта 2010 года ITV объявил о закрытии сериала после 26 лет эфира. Канал ITV заявил, что причиной этого решения стало то, что «вкусы зрителей изменились». Заключительный эпизод «Чисто английского убийства» был отснят в июне 2010 года, а показан 31 августа того же года после документального фильма «Прощание с „Чисто английским убийством“» (англ. Farewell The Bill). Финальный эпизод под названием «Уважение» (англ. Respect) посмотрело 4,4 млн зрителей. Фанаты шоу запустили кампанию по спасению сериала в социальной сети Facebook и на радио в попытке заставить ITV отменить своё решение.

## В ролях
- Билли Мюррей — детектив-сержант Дон Бич (1995—2004)[21][22][23]
- Тони ОʼКаллахан — сержант Мэтт Бойден (1991—2003)[24][25]
- Кристофер Эллисон — детектив Фрэнк Бёрнсайд (1984—2000)[26][27][28]
- Марк Уинджетт — детектив-сержант Джим Карвер (1983—2007)[29]
- Эрик Ричард— сержант Боб Краер (1984—2001)[30]
- Кевин Ллойд — детектив-констебль Тош Лайнс (1988—1998)[31]
- Джефф Стюарт — полицейский-констебль Рег Холлис (1984—2008)[32]
- Грэм Коул — полицейский-констебль Тони Стамп (1987—2009)[33][34]
- Труди Гудвин — сержант Джун Акланд (1983—2007)[35][36][37]
- Алекс Уолкиншоу — инспектор Дейл «Смити» Смит (1999—2010)[38]
- Саймон Раус — суперинтендант Джек Мидоус (1989—2010)[39][40]
- Крис Симмонс — детектив-констебль Микки Вебб (2000—2010)[41]

## Эпизоды
| Сезон | Сезон | Кол-во эпизодов | Год(ы)  | Оригинальная дата показа          |
| ----- | ----- | --------------- | ------- | --------------------------------- |
|       | 1     | 12              | 1984-85 | 16 октября 1984 — 22 января 1985  |
|       | 2     | 12              | 1985-86 | 11 ноября 1985 — 10 февраля 1986  |
|       | 3     | 12              | 1987    | 21 сентября 1987 — 7 декабря 1987 |
|       | 4     | 48              | 1988    | 19 июля 1988 — 29 декабря 1988    |
|       | 5     | 104             | 1989    | 3 января 1989 — 28 декабря 1989   |
|       | 6     | 104             | 1990    | 2 января 1990 — 27 декабря 1990   |
|       | 7     | 105             | 1991    | 1 января 1991 — 31 декабря 1991   |
|       | 8     | 105             | 1992    | 2 января 1992 — 31 декабря 1992   |
|       | 9     | 155             | 1993    | 5 января 1993 — 31 декабря 1993   |
|       | 10    | 156             | 1994    | 4 января 1994 — 30 декабря 1994   |
|       | 11    | 149             | 1995    | 5 января 1995 — 29 декабря 1995   |
|       | 12    | 156             | 1996    | 2 января 1996 — 31 декабря 1996   |
|       | 13    | 152             | 1997    | 2 января 1997 — 30 декабря 1997   |
|       | 14    | 121             | 1998    | 1 января 1998 — 31 декабря 1998   |
|       | 15    | 87              | 1999    | 7 января 1999 — 31 декабря 1999   |
|       | 16    | 86              | 2000    | 4 января 2000 — 29 декабря 2000   |
|       | 17    | 92              | 2001    | 5 января 2001 — 21 декабря 2001   |
|       | 18    | 86              | 2002    | 3 января 2002 — 31 декабря 2002   |
|       | 19    | 106             | 2003    | 1 января 2003 — 31 декабря 2003   |
|       | 20    | 98              | 2004    | 7 января 2004 — 30 декабря 2004   |
|       | 21    | 106             | 2005    | 5 января 2005 — 29 декабря 2005   |
|       | 22    | 93              | 2006    | 4 января 2006 — 29 декабря 2006   |
|       | 23    | 92              | 2007    | 3 января 2007 — 28 декабря 2007   |
|       | 24    | 88              | 2008    | 2 января 2008 — 31 декабря 2008   |
|       | 25    | 65              | 2009    | 1 января 2009 — 29 декабря 2009   |
|       | 26    | 31              | 2010    | 7 января 2010 — 31 августа 2010   |